# ريتشارد وايلد ووكر جونيور
ريتشارد وايلد ووكر جونيور (بالإنجليزية: Richard Wilde Walker, Jr.)‏ هو محامي وقاضي أمريكي، ولد في 11 مارس 1857 في فلورنس في الولايات المتحدة، وتوفي في 10 أبريل 1936.